# Крикля Ілля Олександрович
Ілля́ Олекса́ндрович Кри́кля (1 жовтня 2004) — український хокеїст, нападник хокейного клубу «Шторм» (Одеса).

## Життєпис
Народився в Донецьку.
Виховувався в системі хокейного клубу «Донбас». У 2014 році через російське вторгнення був змушений залишити рідне місто і переїхав до Дружківки. У 2022 році, через повномасштабне російське вторгнення, був змушений вдруге переїхати. Виступав за херсонський «Дніпро», а нині — за одеський «Шторм».
Студент Національного університету фізичного виховання і спорту України (НУФВСУ).
У 2025 році на зимовій Універсіаді в Турині (Італія) у складі студентської збірної України з хокею здобув бронзову медаль.